# マリスカ・ハージティ
マリスカ・ハージティ（Mariska Hargitay [məˈrɪʃkə ˈhɑːrɡɪteɪ]、1964年1月23日- ） はアメリカ合衆国出身の女優。テレビシリーズ『LAW & ORDER:性犯罪特捜班』のオリヴィア・ベンソン役で知られている。
父親がハンガリー人であったため、彼女自身も含め父の最初の結婚で生まれた兄弟は全員、ゾルターン Zoltán [ˈzoltaːn]、ミクローシュ Miklós [ˈmikloːʃ] のようにハンガリー語の名前が付けられている。
彼女の姓名のハンガリー語風表記は Hargitay Mariska Magdolna ハルギタイ・マリシュカ・マグドルナ [ˈhɒrgitɒi ˈmɒrisʃkɒ ˌmɒgdolnɒ]である。本来、マリシュカ Mariska [ˈmɒriʃkɒ] はマーリア Mária [ˈmaːriɒ] の愛称形であるが、ハンガリー語でマーリア・マグドルナ Mária Magdolnaと言えばマグダラのマリアのことである。
なお、日本ではマリスカ・ハージティという表記が見られるが、米国においては彼女の下の名前はマリシュカと発音されている。

## 略歴
母親は1950年代にセックス・シンボルだった女優ジェーン・マンスフィールド、父親はハンガリー出身のミッキー・ハージティ、ハンガリー語による本名はハルギタイ・ミクローシュ Hargitay Miklós [ˈhɒrgitɒi ˈmikloːʃ]。両親は彼女が幼い時に離婚し、母親に育てられるが、3歳半の時に母が自動車事故で死去。同じ車に乗っていたマリスカと二人の兄弟は怪我で済み、父親の元で育てられることになる。
高校時代から演劇にかかわるようになり、UCLA演劇・映画・テレビ学部で学んだ。
パッとしない女優生活を一転させたのは『Prince Street』という2話で打ち切られたドラマ。このドラマを『ER 緊急救命室』のプロデューサーが観ており、マリスカの演技力に注目。そのプロデューサーが「オーディションに彼女を呼ぼう」と、『ER 緊急救命室』の製作総指揮者ジョン・ウェルズに提案する事になる。思いがけない形でオーディションに呼ばれたマリスカは、そのオーディションでも圧倒的な演技力を見せつけ、役を得ることに成功する。出演するようになった後、撮影中の現場で、ジュリアナ・マルグリーズに「稀な才能がある」と言われ、さらに自信をつける。
番組から離れて、不安定な生活に逆戻りしたマリスカは、才能豊かな役者を多くゲスト出演させる『LAW & ORDER』のゲスト出演を目指す事に。そんな中、事務所が持ってきたのは『LAW & ORDER:性犯罪特捜班』のレギュラーのオーディションだった。最終オーディションでは、サマンサ・マシス、レイコ・エイルスワースの戦いに勝ち、見事、オリビア・ベンソン役を獲得した。
2004年から8年連続でエミー賞の主演女優賞にノミネートされ、2006年シリーズドラマ部門最優秀女優賞を受賞、また2005年ゴールデングローブ賞テレビドラマ部門最優秀女優賞を受けている実力派である。
2009年10月、米TVガイドがアメリカのテレビ番組におけるギャラを発表し、『LAW & ORDER:性犯罪特捜班』の出演料が1話につき、40万ドル（日本円で約4000万円）でドラマの女性部門で1位にランクインしている。
2010年7月23日付のTV magazineがTVスターたちのギャラをランキングで発表し、『LAW & ORDER:性犯罪特捜班』の1エピソードあたりの出演料が39万5000ドル（日本円で約3358万円）で『LAW & ORDER:性犯罪特捜班』共演しているクリストファー・メローニと並び、ドラマ俳優部門で2位にランクインした。
2015年5月には歌手テイラー・スウィフトのミュージックビデオ「Bad Blood」に Justice（ジャスティス）役で出演している。

### 私生活
2004年に性犯罪被害者やドメスティック・バイオレンスの被害者をサポートする団体Joyful Heart Foundationを立ち上げている。『LAW & ORDER:性犯罪特捜班』に出演するようになり、オリヴィアに話を聞いてもらいたいと、レイプ被害や性的虐待、DV被害者たちが自らの体験を書いた手紙を受け取るようになった事も明らかにしている
2004年、俳優のピーター・ハーマンと結婚。2006年に男児が生まれた。2011年には女児を養子に迎えている。

## 主な出演作品

### 映画
| 公開年 | 邦題 原題                                               | 役名         | 備考       |
| ------ | ------------------------------------------------------- | ------------ | ---------- |
| 1985   | グーリーズ Ghoulies                                     | ドナ         |            |
| 1986   | 初体験・夏のロマンス/恋のポップ・ティーン Welcome to 18 | ジョーイ     |            |
| 1986   | パッコン学園 Jocks                                      | ニコール     |            |
| 1991   | パーフェクト・ウェポン The Perfect Weapon               | ジェニファー |            |
| 1991   | ストロベリー・ロード Strawberry Road                    | シルバーナ   | 日本映画   |
| 1993   | ビジター/欲望の死角 Blind Side                          | メラニー     | テレビ映画 |
| 1993   | バンク・ラバー Bank Robber                              | マリサ       |            |
| 1995   | リービング・ラスベガス Leaving Las Vegas                | バーの娼婦   |            |
| 1997   | 悪魔の依頼人 The Advocate's Devil                       | レンディ     | テレビ映画 |
| 1999   | U.M.A レイク・プラシッド Lake Placid                    | マイラ       |            |
| 2001   | PERFUME パフューム Perfume                              | ダーシー     |            |
| 2006   | ゲド戦記 Tales from Earthsea                            |              | 声の出演   |

### テレビシリーズ
| 放映年          | 邦題 原題                                                  | 役名                     | 備考                      |
| --------------- | ---------------------------------------------------------- | ------------------------ | ------------------------- |
| 1986-1987       | Downtown                                                   | ジェシー・スミス         | 14エピソード              |
| 1988            | Falcon Crest                                               | カーリー・フィックス     | 15エピソード              |
| 1989            | ベイウォッチ Baywatch                                      | リサ                     | 1エピソード               |
| 1990            | バード事件簿 Gabriel's Fire                                | カルメン                 | 1エピソード               |
| 1992            | うわさの刑事テキーラとボネッティ Tequila and Bonett        | アンジェラ・ガルシア     | 11エピソード              |
| 1993            | となりのサインフェルド Seinfeld                            | メリッサ                 | 1エピソード               |
| 1995-1996       | Can't Hurry Love                                           | ディディ・エデルスタイン | 19エピソード              |
| 1997-1998       | ER緊急救命室 ER                                            | シンシア・フーパー       | 13エピソード              |
| 1999-2022       | LAW & ORDER:性犯罪特捜班 Law & Order: Special Victims Unit | オリヴィア・ベンソン     | 508エピソード(継続出演中) |
| 2000,2005, 2022 | LAW & ORDER Law & Order                                    | オリヴィア・ベンソン     | 4エピソード               |
| 2005            | LAW & ORDER:陪審評決 Law & Order: Trial by Jury            | オリヴィア・ベンソン     | 1エピソード               |
| 2014-2016       | シカゴ P.D. Chicago P.D.                                   | オリヴィア・ベンソン     | 3エピソード               |
| 2015            | シカゴ・ファイア Chicago Fire                              | オリヴィア・ベンソン     | 1エピソード               |
| 2021-2022       | LAW & ORDER:組織犯罪特捜班 Law & Order: Organized Crime    | オリヴィア・ベンソン     | 10エピソード              |

### ミュージック・ビデオ
| 年   | 曲        | アーティスト         | 役名         | 備考  |
| ---- | --------- | -------------------- | ------------ | ----- |
| 2015 | Bad Blood | テイラー・スウィフト | ジャスティス | [ 6 ] |